# François Delatour
François Charles Delatour of de la Tour (Gent, 28 april 1846 - Brussel, 17 april 1903) was administrateur van de Belgische Staatsveiligheid van 1890 tot 1903 en secretaris-generaal van het Ministerie van Justitie. 

## Levensloop
François Charles Delatour was een zoon van de uit Bergen afkomstige handelaar Léopold Charles Delatour en van de Gentse Jeanne Marie Veerdam.
Hij promoveerde tot doctor in de rechten aan de Rijksuniversiteit Gent en vestigde zich als advocaat. In 1871 verhuisde hij van Gent naar Brussel, samen met zijn broer Benoît.
In 1875 werd hij ambtenaar bij het Ministerie van Justitie. Hij klom op in graad en in 1890 werd hij directeur-generaal voor de afdeling gevangenissen en openbare veiligheid, om nog hetzelfde jaar directeur-generaal van de Staatsveiligheid te worden benoemd. Vanaf 1895 cumuleerde hij die functie met het ambt van secretaris-generaal. Hij oefende beide functies uit tot aan zijn dood in 1903.

## Staatsveiligheid
In 1889 werd Adolphe Gautier de Rasse uit zijn ambt ontzet.
De minister van Justitie van het ogenblik, Jules Le Jeune, besliste de Staatsveiligheid te hervormen. Er werd geen administrateur-generaal meer benoemd, maar een directeur-generaal die over minder bevoegdheden zou beschikken. Dit was echter in de praktijk niet het geval, omdat de minister al vlug de overige bevoegdheden, die bij hem waren terecht gekomen, aan de nieuwe directeur-generaal delegeerde.
Tijdens de periode van zijn mandaat aan het hoofd van de Staatsveiligheid, had Delatour het hoofd te bieden aan een onrustige tijd met sociale onrust, strijd voor het algemeen stemrecht en actie van anarchisten. Hij zorgde voor nauwere contacten met de veiligheidsdiensten onder meer in Frankrijk, Spanje en Rusland.
In 1903 kreeg François Delatour een beroerte in zijn Brusselse woning en overleed. Minister van Justitie Jules Van den Heuvel sprak een lovende lijkrede uit. Delatour was vrijgezel gebleven en was vooral verbonden met zijn broer Benoît, die eveneens ambtenaar was op het ministerie van Justitie.

## Voetnota's
1. ↑  Almanach royal officiel publié depuis 1840, année 1876.
2. ↑  Het Nieuws van den dag, 24 novembre 1896.
3. ↑  Le Soir, 19 avril 1903.